# Half-Life: Alyx
Half-Life: Alyx es un videojuego perteneciente al género de disparos en primera persona en realidad virtual (VR) desarrollado y publicado por Valve Corporation. Es el primer videojuego de la serie Half-Life desde el lanzamiento de Half-Life 2: Episode Two en 2007, y tiene lugar entre los eventos de Half-Life y Half-Life 2. La historia sigue a Alyx Vance, quien aparece como personaje jugador por primera vez, y su padre Eli en su lucha contra una ocupación de la Tierra por la Alianza. El videojuego fue desarrollado usando el motor Source 2 y funciona con todos los visores compatibles con SteamVR, incluyendo a Valve Index, HTC Vive, Oculus Rift y Windows Mixed Reality. Su lanzamiento se produjo el 23 de marzo de 2020.

## Jugabilidad
Half-Life: Alyx funciona con todos los visores de realidad virtual compatibles con PC. Las características reveladas en el videojuego incluyen "guantes de gravedad", que permiten al jugador manipular la gravedad. No hay un lanzamiento planeado que no sea de realidad virtual para el videojuego, ya que la jugabilidad se desarrolló principalmente en torno a conceptos de realidad virtual. Half-Life: Alyx incluirá soporte para modificaciones de usuarios a través de Steam Workshop y algo de soporte para la edición de niveles dentro del motor Source 2.

## Argumento
Half-Life: Alyx tiene lugar entre los eventos de Half-Life y Half-Life 2. Los jugadores controlan a Alyx Vance mientras ella y su padre Eli Vance luchan contra una raza alienígena, la Alianza, que domina la Tierra.
La historia comienza cuando Alyx y su padre son capturados por la Alianza, pero Russell, un miembro de la Resistencia logra rescatar a Alyx, advirtiéndole que la Alianza transportará a Eli a Nova Prospekt para interrogarlo. Alyx se aventura en la Zona de Cuarentena fuera de la Ciudad 17 para interceptar el tren que transporta a Eli. En el camino, conoce a un excéntrico Vortigaunt que le dice que su padre Eli sufrirá una muerte prematura en el futuro.
Después de abrirse camino a través de la Zona de Cuarentena, Alyx descarrila el tren, y el Vortigaunt rescata a Eli de entre los restos. Eli le cuenta a Alyx que mientras estaba bajo custodia se enteró de que la Alianza está almacenando una súper arma en una "Bóveda" enorme en la Zona de Cuarentena. Él le indica a Alyx que busque la Bóveda y robe su contenido antes de que la Alianza pueda transferirlo a un lugar más seguro. Ella se aventura a través de la Zona de Cuarentena, luchando con varias especies de alienígenas Xen y soldados de la Alianza en su camino a la Bóveda. Alyx logra desactivar una central eléctrica que mantenía la Bóveda a flote en el cielo, descubriendo que cada central tiene un Vortigaunt como esclavo que es obligado a canalizar su energía a la Bóveda. El Vortigaunt rescatado por Alyx promete que él y su raza derribarán las centrales eléctricas restantes.
Eli contacta a Alyx y le advierte que la Bóveda no contiene un arma; en cambio, fue construida como una prisión alrededor de un complejo de apartamentos para contener algo descubierto por la Alianza. La Bóveda fue hecha para levitar en el cielo en la Zona de Cuarentena desierta como una medida de contención extrema. Alyx se aventura, razonando que lo que sea que esté dentro de la Bóveda puede ayudarlos a luchar contra la Alianza. Al acercarse a la Bóveda, Alyx escucha a un científico que insinúa a los superiores de la Alianza que la Bóveda contiene un sobreviviente del incidente de Black Mesa. Asumiendo que este sobreviviente es Gordon Freeman, Alyx planea un rescate y estrella con éxito la Bóveda contra el suelo.
Al abordar la Bóveda, encuentra el complejo de apartamentos, alrededor del cual fue construida, suspendido en un estado altamente surrealista; las habitaciones, cocinas y salas de estar están superpuestas unas encima de otras, y los fenómenos físicos se extienden por todo el edificio, aparentemente, debido a distorsiones del espacio-tiempo. Alyx navega a través del interior surreal de la Bóveda y descubre una celda de prisión avanzada en el centro. Ella la logra abrir, esperando encontrar a Freeman. Sin embargo, en su lugar, libera al misterioso G-Man, extrayéndose a sí mismo y a Alyx de la Bóveda.
Como recompensa, G-Man ofrece sus servicios a Alyx. Ella le pide que retire a la Alianza de la Tierra, pero este enfatiza que esta solicitud iría en contra de los intereses de sus "Jefes". En cambio, le muestra a Alyx un evento futuro y le ofrece la oportunidad de impedir la muerte de Eli a manos del Consejero (entes con forma de gusano; "Advisor" en inglés) de la Alianza al final de Half-Life 2: Episode Two. Alyx acepta, matando al Consejero y salvando a su padre. G-Man le informa a Alyx que ella ha demostrado ser capaz de reemplazar a Freeman, con quien G-Man no está satisfecho debido a su falta de voluntad para llevar a cabo su misión. G-Man atrapa a Alyx en estado de hibernación y se va.
Posterior a los créditos del juego ocurre una escena ambientada después de la destrucción del súper portal de la Alianza en Half-Life 2: Episode Two. Gordon recupera la conciencia en la base de la Resistencia en White Forest. Eli está vivo y el Consejero está muerto, pero Alyx no está. Mientras G-Man los observa en secreto desde una esquina de la habitación, el robot mascota de Alyx, Dog, llega a la escena con la palanca de Gordon. Eli, lleno de deseos de venganza, manifiesta su propósito de matar a G-Man, y le entrega la palanca a Gordon.

## Desarrollo
En 2015, Valve comenzó a trabajar con la compañía de electrónica HTC para desarrollar el casco de realidad virtual HTC Vive, que se lanzó en junio de 2016. Durante su desarrollo, se le preguntó a Valve cuál sería el videojuego insignia para la unidad; Esto llevó a Valve a explorar lo que sería un videojuego importante que podrían proporcionar. Desarrollaron varios prototipos, con al menos tres videojuegos de realidad virtual en proceso en 2017. Valve acotó sus opciones a un videojuego basado en Portal o Half-Life. Concluyendo que el movimiento de un videojuego de Portal sería desorientador en la realidad virtual, se decidieron por un videojuego de Half-Life. Valve había estado trabajando en ideas para un videojuego de Half-Life 3 alrededor de 2016, pero sabía que había muchas expectativas y había tenido problemas con su contenido; Al usar la realidad virtual, el equipo descubrió que en la plataforma de realidad virtual era más fácil innovar, lo que impulsó su decisión de continuar con el desarrollo de Half-Life: Alyx. el juego se se mantuvo en secreto usando el nombre clave de "Jamiroquai", nombre usado para no generar sospechas en el público,  Valve lo describió como el "videojuego insignia de realidad virtual" de la compañía y lo desarrolló utilizando su motor Source 2.
Los conceptos iniciales reutilizaron elementos de Half-Life 2 y probaron ideas de jugabilidad que serían adecuadas para la realidad virtual y que mostrasen las características de la tecnología en comparación con la jugabilidad que no era de realidad virtual, reduciéndose a las que sentían mejor y daban la sensación de inmersión. El personal incluía al equipo de Campo Santo, que Valve adquirió en 2018, y Jay Pinkerton y Erik Wolpaw, escritores de los videojuegos de Half-Life y Portal. Aunque Alyx fue interpretada por Merle Dandridge en los videojuegos anteriores de Half-Life 2, Ozioma Akagha la interpretará en este videojuego. El diseñador de Valve Greg Coomer declaró que estaban buscando una voz diferente para una Alyx más joven y que estaban impresionados con el trabajo de Akagha. Coomer también declaró que mientras los videojuegos anteriores en Half-Life presentaban a un silencioso Gordon Freeman, descubrieron que tener la voz de Alyx ayudó a mejorar la narración y la narrativa del videojuego. Los actores adicionales incluyen a James Moses Black como Eli, en reemplazo de Robert Guillaume, quien murió en 2017, Tony Todd como los Vortigaunts, Mike Shapiro como G-Man y Rhys Darby por un personaje aún no nombrado.
El videojuego se reveló oficialmente en noviembre de 2019, con una fecha de lanzamiento establecida para marzo de 2020. Los propietarios de los visores Valve Index recibirán el videojuego gratis.

## Recepción
Half-Life: Alyx obtuvo críticas muy positivas, llegando a  alcanzar la aclamación universal, tanto del público como de la crítica especializada